# Station Oakleigh Park
Oakleigh Park is een spoorwegstation van National Rail in Barnet in Engeland. Het station is eigendom van Network Rail en wordt beheerd door Govia Thameslink Railway. 